# Теушен
Теушен або техуе - корінний народ мисливців-збирачів в Патагонії в Аргентині.
Їх вважали «пішохідними кочівниками», культура яких покладалася на полювання та збиральництво.   Територія таушен знаходилася між народом Техуельче на південь та народом Пуельче на півночі.
За підрахунками до 1850 року, в Теушені було 500–600 людей. Їх зарізали в аргентинських геноцидах Патагонії, відомих як Завоювання пустелі . До 1925 року вижило лише десять-дванадцять Теушен, тому вони вважаються вимерлими як плем’я. 
Мова теушен майже невідома. За обмеженими даними  вважають, що мова таушен була найближчою до Техуельче, які проживали на південь від народу.